# Alan Sorrenti
Alan Sorrenti, född 9 december 1950 i Neapel, Italien, är en italiensk sångare och låtskrivare.
Alan Sorrenti föddes i Neapel, men hans mor var från Wales. Han tillbringade därför mycket av sin barndom i Aberystwyth i Wales i Storbritannien.
Han representerade Italien vid Eurovision Song Contest i Haag med låten Non so che darei som slutade på en sjätteplats i tävlingen.